# Costa Spur
Der Costa Spur ist ein markanter Felssporn an der Borchgrevink-Küste des ostantarktischen Viktorialands. Er erstreckt sich 6 km südwestlich des Quetin Head auf der Daniell-Halbinsel in östlicher Richtung zum Rossmeer und markiert den südlichen Rand des Mandible Cirque.
Das Advisory Committee on Antarctic Names benannte ihn 2005 nach Daniel P. Costa von der University of California, Santa Cruz, der ab 1977 Studien zu den Robbenbeständen am McMurdo-Sund, auf Südgeorgien und der Livingston-Insel betrieb sowie als leitender Wissenschaftler im Rahmen des GLOBEC-Programms (Global Ocean Ecosystem Dynamics) an zwei Fahrten des Eisbrechers Nathaniel B. Palmer im antarktischen Winter der Jahre 2001 und 2002 teilnahm.